# Kluyveromyces
Kluyveromyces és un gènere de llevats ascomicets dins la família Saccharomycetaceae. Algunes de les espècies, com K. marxianus, són teleomorfs d'espècies de Candida.